# مانويل غوميز بيدرازا
مانويل غوميز بيدرازا (بالإسبانية: Manuel Gómez Pedraza) (و. 1789 – 1851 م) هو سياسي، ودبلوماسي من المكسيك .